# مقبرة 41
المقبرة رقم 41 و المعروفة علمياً بالرمز KV41، موجودة في وادي الملوك في مصر، و كانت آخر مقبرة تم العثور عليها بواسطة عالم الآثار الفرنسي فيكتور لوريه، ولم يحفر أو تفحص. المالك الأصلي لهذه المقبرة غير واضح، و لكن قد تكون مقبرة الملكة تيتي شيري جدة الملك أحمس الأول.
وفقًا لدونالد بي رايان، فهو ليس قبرًا بل هو عمود عميق.

## روابط خارجية
- مشروع تخطيط طيبة : KV41